# Arum
Pour les articles homonymes, voir Arum (homonymie).
Genre
Arum est un genre d'environ 25 espèces de plantes à fleurs de la famille des Araceae, originaires d'Europe, d'Afrique du Nord, et de l'Asie de l'Ouest, la plus grande diversité d'espèces étant observée sur le pourtour du bassin méditerranéen. Dans le langage des fleurs, l’arum représente le désir ardent[réf. souhaitée].

## Étymologie et dénomination
Le nom Arum est issu du latin, le terme grec αρον (aron) désignant la même plante.

## Description

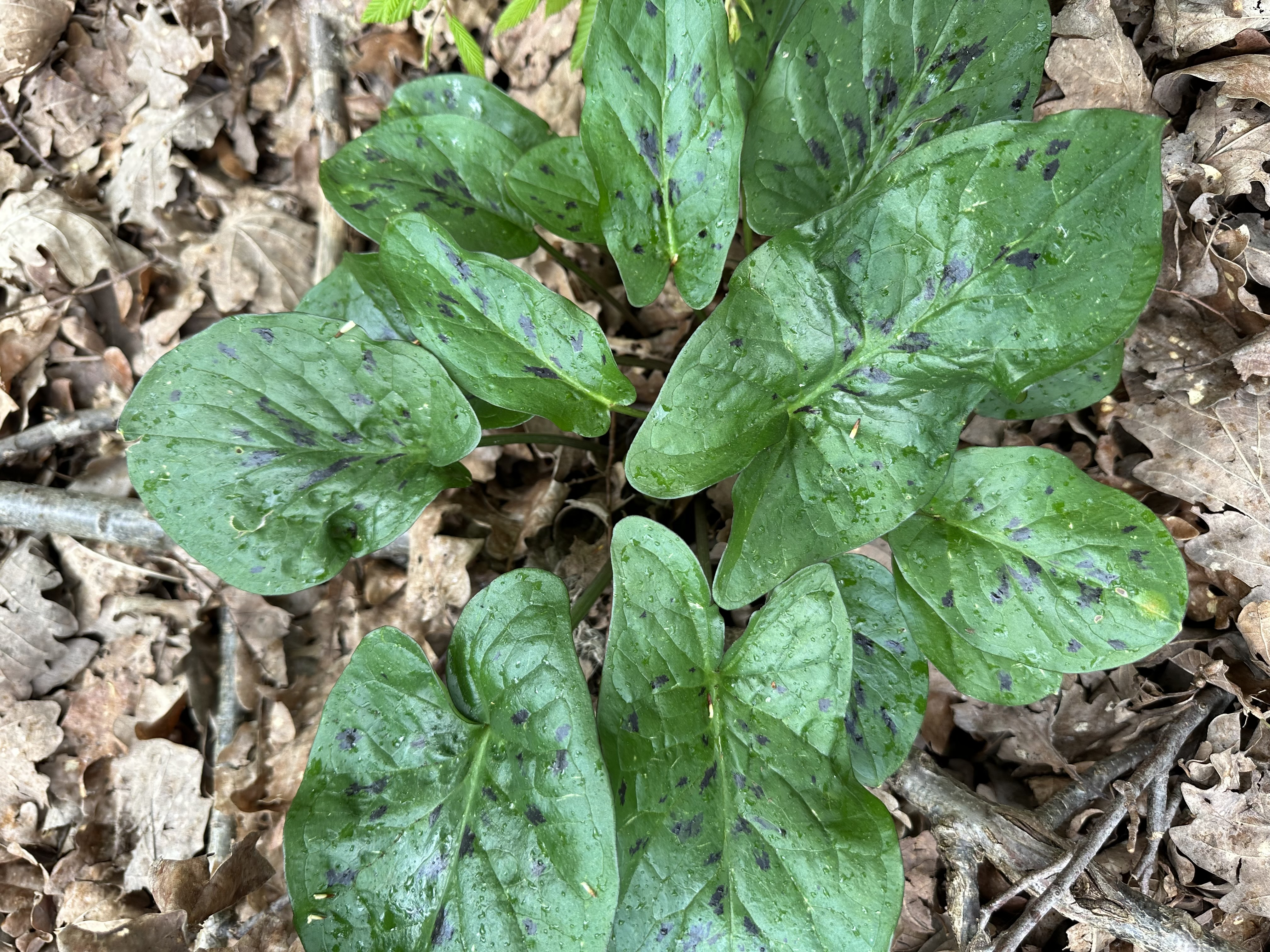
Un Arum maculatum dans un parc à Paris.

Ce sont des plantes à rhizomes, herbacées et pérennes, atteignant 20 à 60 cm de hauteur, avec des feuilles sagittées de 10 à 55 cm de long. La floraison est une spathe colorée, ce qui inclut qu'elle peut être blanche, jaune, brune voire violette. Les fleurs sont produites dans un spadice. Les fruits sont des baies en grappe et sont orange ou rouge vif.
La plupart émettent une odeur plus ou moins prononcée de charogne ou de fumier qui attire des mouches et favorise ainsi leur pollinisation.

Arum rupicola est pollinisé par des diptères hématophages (cératopogonidés et simuliidés). On a observé jusqu’à 600 de ces insectes par spathe.

Quelques espèces par contre répandent une odeur agréable : Arum balansanum, Arum creticum et Arum gratum. L’odeur de Arum balansanum rappellerait celle du calvados...

Quelques autres, dont Arum hygrophyllum et Arum euxinum – deux espèces des milieux humides – n’ont pas d'odeur perceptible.

## Confusions
L'Arum blanc des fleuristes, utilisé dans les bouquets de mariée et les décorations d'église — appelé aussi Calla, nom que Linné lui a originellement donné — n'est pas un Arum, mais un Zantedeschia, espèce Zantedeschia aethiopica — dénomination incorrecte sur le plan géographique, puisqu'il est originaire d'Afrique du Sud.

## Liste des espèces
- Arum apulum P.C. Boyce : sud de l'Italie
- Arum balansanum R.R. Mill : ouest et centre de la Turquie
- Arum besserianum Schott : Pologne et Ukraine
- Arum concinnatum Schott : est de la mer Égée
- Arum creticum Boiss. et Heldr. : Crète
- Arum cylindraceum Gasp. (Syn. Arum alpinum, syn. Arum orientale subsp. lucanum) : Italie, Sicile et ex-Yougoslavie
- Arum cyrenaicum Hruby : Libye
- Arum dioscoridis Sm. : Asie mineure
- Arum elongatum Steven : Balkans et Russie
- Arum euxinum R.R. Mill : nord et ouest de la Turquie
- Arum gratum Schott : ouest et centre de la Turquie
- Arum hainesii Riedl : Irak
- Arum hygrophilum Boiss. : Liban et Syrie
- Arum idaeum Coustur. et Gand. : Crète
- Arum italicum Mill. : arum d'Italie, pourtour de la Méditerranée et ouest de l'Europe.
- Arum jacquemontii Bl. : Himalaya
- Arum korolkowii Regel : Asie centrale
- Arum longispathum Rchb. : ex-Yougoslavie
- Arum maculatum L. - Gouet tacheté : ouest et nord de l'Europe
- Arum orientale M. Bieb. : Europe centrale et orientale, et Asie mineure
  - Arum orientale subsp. danicum Prime : Danemark et Suède
- Arum palaestinum Boiss. : Liban et Syrie
- Arum petteri Schott (Syn. Arum nigrum) : Balkans
- Arum pictum L.f. : Italie, Corse, Sardaigne et Baléares
- Arum purpureospathum P.C. Boyce : Crète
- Arum rupicola Boiss. (Syn. Arum conophalloides) : Asie mineure
- Arum sintenisii P.C. Boyce : Chypre

## Espèces anciennement placées parmi lesArum
- Pour Arum dracunculus, voir Dracunculus vulgaris.
- Pour Arum muscivorum L.f., voir Helicodiceros muscivorus.
- Pour Arum cornutum, voir Typhonium.

## Usages

### Usages alimentaires
François Couplan, ethnobotaniste, en 2009 rappelle que le fruit, en dépit d'un goût d'abord agréable, est toxique (en raison de sa teneur en saponines). Le rhizome et les feuilles crues le sont également, mais peuvent être rendus comestibles par une préparation adéquate. 
Rhizomes : selon François Couplan, en Europe, les tubercules de l'Arum tacheté (ou pied de veau, A. maculatum) et ceux de l'Arum d'Italie (Arum italicum), dès l'antiquité, ont servi d'aliments, promus par Discoride et Parmentier pour leurs vertus alimentaires, utilisés pour produire du pain et des gâteaux. En Bosnie, on en faisait encore récemment des bouillies et galettes. L'Arum d'Italie était cultivé à Guernesey pour produire de la fécule, vendue en Angleterre comme "Portland Sago".
Leur richesse en cristaux d'oxalate de calcium les rend très irritants, voire toxiques, s'ils sont mangés crus ; de plus, comme le reste de la plante, le tubercule contient des saponines et une essence âcre. Ces tubercules doivent être rendus comestibles par une cuisson dans plusieurs eaux, cuisson qui peut parfois nécessiter plusieurs heures. Un passage à haute température dans le four aurait peut-être le même effet, et plus rapidement, note François Couplan.
Feuilles : celles de l'Arum tacheté étaient consommées, au moins dans le sud-est de l'Europe, comme les rhizomes, après une longue cuisson dans plusieurs eaux. 
En Turquie par exemple, on la mange encore dans des omelettes ou avec le boulghour, et au Liban les feuilles d'une espèce locale (Arum palaestinum) sont séchées et mangées ou cuites après macération dans une eau salée. En Suisse (Canton de Soleure), elles sont encore mangées, dans une sauce blanche, au printemps, avalées rapidement car piquant la gorge, elles sont supposées offrir une cure "dépurative". Dans certaines zones rurales, les feuilles sont utilisées, par macération, pour teinter en vert certaines boissons alcoolisées.

### Usages médicaux
La feuille était utilisée, après macération dans de l'eau-de-vie, en application sur les plaies pour les désinfecter et accélérer la cicatrisation, usage encore pratiqué en Suisse et en Toscane, notait en 2009 F. Couplan.

## Toxicité
Toutes les parties de ces plantes crues sont vénéneuses. 
La toxicité provient principalement de la teneur de la plante en cristaux insolubles d'oxalate de calcium, responsables d'un effet caustique. Une saponine ou un alcaloïde toxique sont également présents dans la plante et pourraient renforcer l'effet toxique des cristaux d'oxalate. Les arums contiennent également des alcaloïdes apparentés à la conicine (aroïne, arodine et aronine)[réf. souhaitée].
La mastication de feuilles ou de fruits entraîne une sensation immédiate de brûlure bucco-pharyngée accompagnée d'hypersalivation et d'œdème local, voire d'un piqueté hémorragique. L'œdème du pharynx, s'il est important, peut gêner la déglutition et la ventilation. L'ingestion déclenche des douleurs digestives, des vomissements et diarrhées[réf. souhaitée].
L'ingestion massive – exceptionnelle du fait de la douleur provoquée par l'irritation locale – peut se compliquer d'un syndrome hémorragique digestif et de troubles systémiques (paresthésies, somnolence, convulsions, mydriase, trouble du rythme cardiaque). Cet état peut évoluer vers le coma et le décès[réf. souhaitée].

## Citations littéraires
- « Ses volets étaient toujours fermés ; elle ne recevait pas de courrier et sa porte s’ouvrait seulement pour des traiteurs qui livraient des repas tout préparés ou des fleuristes qui, chaque matin, apportaient des monceaux de lys, d’arums[4] et de tubéreuses. » (Georges Perec, La vie mode d'emploi)